# بزنتس
بزنتس (به چکی: Bzenec) یک منطقهٔ مسکونی در جمهوری چک است که در ناحیه هودونین واقع شده‌است. بزنتس ۴٬۳۱۶ نفر جمعیت دارد.

## خواهرخوانده
شهرهای اگلن و Mûrs-Erigné خواهرخوانده‌های بزنتس هستند.